# Calathea leucostachys
Calathea leucostachys är en strimbladsväxtart som beskrevs av Joseph Dalton Hooker. Calathea leucostachys ingår i släktet Calathea och familjen strimbladsväxter. Inga underarter finns listade.